# Andrew Adamson
Andrew Adamson (Auckland, 1º dicembre 1966) è un regista, sceneggiatore e produttore cinematografico neozelandese.
È diventato famoso con i film d'animazione Shrek e Shrek 2, ottenendo una candidatura al Premio Oscar per quest'ultimo. In seguito, prese il ruolo di regista, sceneggiatore e produttore nella realizzazione dei film di genere fantasy basati sui libri de Le cronache di Narnia di C. S. Lewis; il primo film, Il leone, la strega e l'armadio, uscì nel 2005, mentre Il Principe Caspian è uscito nel 2008.

## Filmografia

### Regista e sceneggiatore
- Shrek (2001)
- Shrek 2 (2004)
- Le cronache di Narnia - Il leone, la strega e l'armadio (The Chronicles of Narnia: the Lion, the Witch & the Wardrobe) (2005)
- Le cronache di Narnia - Il principe Caspian (The Chronicles of Narnia: Prince Caspian) (2008)
- Mr. Pip (2012)
- Cirque du Soleil 3D: Mondi lontani (Cirque du Soleil: Worlds Away) (2012)

### Produttore
- Le cronache di Narnia - Il leone, la strega e l'armadio (The Chronicles of Narnia: the Lion, the Witch & the Wardrobe) (2005) – produttore esecutivo
- Shrek terzo (Shrek the Third) (2007) – produttore esecutivo
- Ballast (2008) – produttore esecutivo
- Le cronache di Narnia - Il principe Caspian (The Chronicles of Narnia: Prince Caspian) (2008) produttore esecutivo
- Shrek e vissero felici e contenti (Shrek Forever After) (2010) – produttore esecutivo
- Le cronache di Narnia - Il viaggio del veliero (The Chronicles of Narnia: The Voyage of the Dawn Treader) (2010) – produttore
- Il gatto con gli stivali (Puss in Boots) (2011) – produttore esecutivo
- Mr. Pip (2012) – produttore
- Cirque du Soleil 3D: Mondi lontani (Cirque du Soleil: Worlds Away) (2012) – produttore